# Division No 14 (Manitoba)
Pour les articles homonymes, voir Division No 14.
La division No 14 est une des divisions de recensement du Manitoba (Canada).

## Liste des municipalités

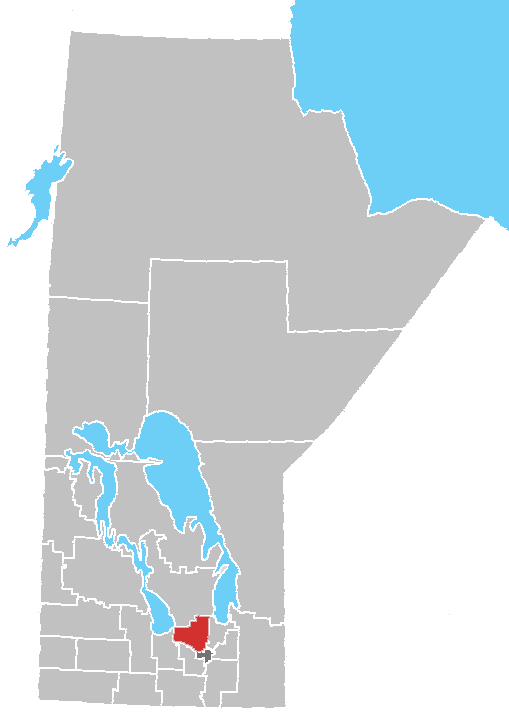
Localisation de la Division No 14

Municipalité rurale
- Rockwood
- Rosser
- Woodlands

Ville (Town)
- Stonewall
- Teulon (en)